# Vougy (Haute-Savoie)
Vougy település Franciaországban, Haute-Savoie megyében. Lakosainak száma 1622 fő (2022. január 1.). Vougy Ayse (település), Bonneville, Marignier, Marnaz és Mont-Saxonnex községekkel határos.

## Népesség
A település népessége az elmúlt években az alábbi módon változott:
| Lakosok száma | 1497 | 1503 | 1560 | 1561 | 1590 | 1581 | 1584 | 1579 | 1622 |
|               | 2013 | 2015 | 2016 | 2017 | 2018 | 2019 | 2020 | 2021 | 2022 |